# 宮城県道9号大和松島線
宮城県道9号大和松島線（みやぎけんどう9ごう たいわまつしません）は、宮城県黒川郡大和町と同県宮城郡松島町を結ぶ県道（主要地方道）である。

## 概要
大和町桧木（国道4号交点）から大郷町を経由して松島町高城（国道45号交点）を結ぶ主要地方道。かつての吉岡街道に相当する。
東北道・大和ICから日本三景・松島あるいは石巻市方面への最短ルートである。また仙台北部道路や仙台南部道路を経由せずに東北道と三陸道（松島大郷IC）を連絡できるルートであり、仙台北部道路等の開通までは三陸地方と東北道の間を行き来する大型車が多く見られた。現在でも松島町内の国道45号には当県道を経由して接続する大和ICへの案内標識が存在している。
起点から道の駅おおさと辺りまでは、北を大松沢丘陵、南を松島丘陵に挟まれた東西に細長い平野を鳴瀬川水系吉田川と並走するように通る。この区間では西方に七ツ森、泉ヶ岳、そして船形山がよく見える。同道の駅から終点までは松島丘陵を越える区間であり、なだらかな丘陵と河川の谷底平野などを通る。

### 路線データ
- 実延長：12,136.7 m[1]
- 起点：黒川郡大和町桧木
- 終点：宮城郡松島町高城

## 歴史
- 1958年（昭和33年）3月31日 - 告示第144号で宮城県が一般県道87号大和松島線を認定。

- 1964年（昭和39年）12月28日 - 建設省（国土交通省）が県道大和松島線を主要地方道に指定。

- 1993年（平成5年）
  - 5月11日 - 建設省から、県道大和松島線が大和松島線として主要地方道に指定される[2]。
  - 10月19日 - 県道番号が決定[3]され、従前の主要地方道21号[4]から、県道9号に変更される。（12月1日より施行）
- 2018年（平成30年）3月 - 東日本大震災で被害を受けた西川橋（大和町鶴巣大平）が架け替えられる。[5]
- 2023年（令和5年）3月24日 - 従来の終点（松島町初原字欠田）から県道仙台松島線の終点（松島町高城字動伝三）までの区間が本路線の道路区域に追加される。[6]

## 路線状況

### 重複区間
- 宮城県道3号塩釜吉岡線：黒川郡大和町吉岡東 - 黒川郡大和町鶴巣
- 宮城県道56号仙台三本木線：黒川郡大和町仙台北部中核工業団地入口 - 黒川郡大和町鶴巣
- 宮城県道241号竹谷大和線：黒川郡大郷町中村 - 黒川郡大郷町役場入口
- 宮城県道146号小牛田松島線：宮城郡松島町川内 - 宮城郡松島町高城
- 宮城県道8号仙台松島線：宮城郡松島町初原 - 宮城郡松島町高城

### 別名
- 吉岡街道

### 道の駅
- 道の駅おおさと「大郷ふるさとプラザ」

## 地理

### 通過する自治体
- 黒川郡
  - 大和町
  - 大郷町
- 宮城郡
  - 松島町

### 交差する道路
- 国道4号（起点）
- 宮城県道3号塩釜吉岡線（黒川郡大和町吉岡東）
- E4 東北自動車道 大和インターチェンジ
- 宮城県道56号仙台三本木線（黒川郡大和町落合舞野）
- 宮城県道3号塩釜吉岡線（宮城県道56号仙台三本木線 重複）（黒川郡大和町鶴巣北目大崎）
- 宮城県道40号利府松山線（黒川郡大郷町中村）
- 宮城県道241号大和幡谷線（黒川郡大郷町中村）
- 宮城県道146号小牛田松島線（黒川郡大郷町川内）
- E45 三陸沿岸道路 松島大郷インターチェンジ
- 宮城県道8号仙台松島線（宮城郡松島町初原）
- 宮城県道146号小牛田松島線（宮城郡松島町高城）
- 国道45号（終点）

### 沿線の施設等
- 大和警察署
- 黒川消防署
- ヨークベニマル大和吉岡店
- フラップ大郷21（体育館）
- 郷郷ランド
- ボートピア大郷

### 交通量[7]
いずれも令和３年度・12時間交通量
- 大和町吉田新小原 - 12,956台
- 大郷町中村北浦 - 9,180台
- 松島町初原山下 - 8,987台